# Valutazione degli ecosistemi del millennio
La Valutazione degli ecosistemi del millennio, abbreviato generalmente in MEA dall'inglese Millennium Ecosystem Assessment, è un progetto di ricerca che ha cercato di identificare i cambiamenti subiti dagli ecosistemi e di sviluppare degli scenari per il futuro, basandosi sul trend dei cambiamenti. È stato lanciato nel 2001 con il supporto delle Nazioni Unite ed è costato 24 milioni di dollari.
I risultati, pubblicati nel 2005 dopo quattro anni di lavoro e il coinvolgimento di più di mille esperti e scienziati di quasi tutto il mondo, hanno affermato che il mondo sta degradando le proprie risorse naturali, evidenziando che le conseguenze di questa degradazione cresceranno in maniera significativa nei prossimi 50 anni.

## Risultati principali
1. Negli ultimi 50 anni l'uomo ha cambiato gli ecosistemi con una velocità ed una forza come mai era successo in periodi precedenti della storia umana. Le cause principali sono state la crescente necessità di cibo, acqua dolce, legname, fibre e fonti energetiche. Questo impatto ha provocato nella perdita irreversibile di una certa quantità di biodiversità nel pianeta.
2. I cambiamenti sugli ecosistemi hanno contribuito ad un aumento del "benessere" del pianeta, perlomeno dal punto di vista "umano", nonostante vi siano stati enormi costi, tra i quali i principali sono:
  - degrado della capacità degli ecosistemi di fornire servizi all'umanità;
  - aumento del rischio di cambiamenti "non lineari", e quindi imprevedibili;
  - aumento del livello di povertà di alcuni settori della popolazione.
3. Il processo di degradazione degli ecosistemi, e la conseguente diminuita capacità di fornire servizi, potrebbe crescere significativamente durante i prossimi 50 anni, creando una barriera al processo per ridurre la povertà nel mondo e per il raggiungimento degli Obiettivi del Millennio per lo sviluppo
4. La sfida di invertire il processo di degradazione degli ecosistemi e, allo stesso tempo, assolvere alle crescenti necessità di cibo ed altri servizi, è parzialmente prevista dagli scenari sviluppati dal Millenniium Ecosystem Assessment ma richiederebbe dei significativi cambiamenti nelle politiche, nelle istituzioni e nelle pratiche in atto.

## Alcuni risultati specifici
- 60% dei servizi ecosistemici del pianeta sono stati degradati.
- Dei 24 ecosistemi valutati come campione, 15 sono stati valutati come danneggiati.
- Circa un quarto della superficie terrestre del pianeta è coltivata.
- I popoli della terra usano fra il 40% e il 50% dell'acqua dolce corrente disponibile sul pianeta. La raccolta di acqua è raddoppiata negli ultimi 40 anni.
- Circa un quarto degli stock di pesci sono sovrasfruttati.
- Dal 1980 circa il 35% delle mangrovie è stato perso.
- Circa il 20% dei coralli è stato perso in soli 20 anni, il 20% è stato degradato.
- L'inquinamento da nutrienti ha causato l'eutrofizzazione delle acque e la perdita di molti ambienti costieri.
- Il tasso di estinzione delle specie è di circa 100 - 1000 volte superiore il tasso naturale.

## Alcune raccomandazioni
- Eliminare i supporti finanziari all'agricoltura, alla pesca e alle risorse energetiche che provocano danni all'ambiente (cosiddetti "incentivi perversi").
- Incoraggiare i proprietari terrieri a gestire le loro terre in modo da incentivare la fornitura di servizi ecosistemici quali generazione di acqua dolce e deposito di carbonio.
- Incentivare il lavoro di protezione di aree da attività di sviluppo, specialmente negli oceani.